# Мацегора, Александр Иванович
Алекса́ндр Ива́нович Мацего́ра (род. 21 ноября 1955, Одесса, УССР, СССР) — советский и российский дипломат. Чрезвычайный и полномочный посол (2019).

## Биография
Окончил факультет международных экономических отношений Московский государственный институт международных отношений (МГИМО) МИД СССР (1978). Владеет корейским и английским языками. На дипломатической работе с 1999 года.
- В 2005—2006 годах — начальник отдела в Первом департаменте Азии МИД России.
- В 2006—2011 годах — советник-посланник Посольства России в КНДР.
- В 2011—2014 годах — заместитель директора Первого департамента Азии МИД России.
- С 26 декабря 2014 года — чрезвычайный и полномочный посол Российской Федерации в Корейской Народно-Демократической Республике[1]. Верительные грамоты вручил 9 марта 2015 года[2].

## Дипломатический ранг
- Чрезвычайный и полномочный посланник 2 класса (28 апреля 2011)[3].
- Чрезвычайный и полномочный посланник 1 класса (8 июля 2016)[4].
- Чрезвычайный и полномочный посол (1 октября 2019)[5]

## Награды
- Орден Александра Невского (8 февраля 2024) — за большой вклад в реализацию внешнеполитического курса Российской Федерации и многолетнюю добросовестную дипломатическую службу[6].
- Орден Дружбы (10 сентября 2018) — За большой вклад в реализацию внешнеполитического курса Российской Федерации и многолетнюю безупречную государственную службу[7]
- Орден Дружбы I степени (КНДР, 23 ноября 2015)[8]